# Fillmore District (San Francisco)
Fillmore District est un quartier du centre-ville de San Francisco en Californie.

## Histoire
Le district a été créé en 1880. Après le séisme de 1906, des immigrants juifs d'europe de l'est sont venus s'y installer. On y trouve trois synagogues, une école et le Yiddish Cultural Center. Entre 1910 et 1930, de nombreux immigrants japonais emménagent dans le quartier.
Parmi les lieux notables figure The Fillmore, une célèbre salle de concerts et de spectacles musicaux.